# Pecka (Osečina)
Pecka es un pueblo ubicado en la municipalidad de Osečina, en el distrito de Kolubara, Serbia.

## Superficie
Posee una superficie de 0,1093 kilómetros cuadrados.

## Demografía
Hasta 2011 la población era de 451 habitantes, con una densidad de población de 4,125 habitantes por kilómetro cuadrado.